# Erton Köhler
Erton Carlos Köhler (Caxias do Sul, 26 de junho de 1968) é um pastor, teólogo e administrador adventista do sétimo dia brasileiro, que atua como presidente da Associação Geral dos Adventistas do Sétimo Dia, desde 4 de julho de 2025, isso implica que ele seja o pastor geral (ou global) do movimento adventista. Anteriormente, atuou como secretário executivo da Associação Geral (2021–2025) e como presidente da Divisão Sul-Americana (2007–2021). Köhler é o primeiro sul-americano a liderar a Igreja Adventista mundialmente.

## Infância e educação
Köhler nasceu no sul do Brasil em 1969, em uma família com forte herança adventista. Seu pai serviu como obreiro na igreja, o que o expôs ao ministério desde cedo. Ele se formou teólogo pelo Faculdade de Teologia do Instituto Adventista de Ensino de São Paulo em 1989 e obteve o mestrado em Teologia Pastoral em 2008. Posteriormente, Köhler matriculou-se no programa de Doutorado em Ministério na Universidade Andrews, nos Estados Unidos.

## Ministério e liderança da Igreja
Köhler iniciou seu ministério em 1990 como pastor distrital em São Paulo, Brasil. Posteriormente, atuou como Diretor do Ministério Jovem da Associação Sul-Rio-Grandense e da União Nordeste Brasileira. De 2003 a 2007, foi Diretor do Ministério Jovem da Divisão Sul-Americana.
Em 2007, aos 38 anos, Köhler foi eleito Presidente da Divisão Sul-Americana, tornando-se um dos líderes mais jovens a ocupar o cargo. Durante seu mandato, ele supervisionou um crescimento significativo no número de membros e lançou importantes iniciativas evangelísticas em oito países.
Em abril de 2021, Köhler tornou-se Secretário Executivo da Associação Geral dos Adventistas do Sétimo Dia, coordenando estratégias de missão global e supervisionando as estatísticas de membros.

## Presidência da Associação Geral
Em 4 de julho de 2025, Köhler foi eleito o 21º Presidente da Associação Geral durante a 62ª Sessão da Conferência Geral em St. Louis, Missouri. Ele sucedeu Ted N. C. Wilson após uma votação decisiva dos delegados globais. Em seu discurso inaugural, Köhler enfatizou a unidade e a missão, declarando: "Nossa missão será cumprida quando estivermos juntos, de joelhos, seguindo o chamado de Cristo para alcançar o mundo."

## Vida pessoal
Köhler é casado com Adriene Marques Köhler, enfermeira. O casal tem dois filhos. Conhecido por sua personalidade acessível e enérgica, Köhler gosta de passar tempo com a família, ler e participar de programas de mentoria para jovens. Ele é fluente em português, espanhol e inglês, o que lhe permitiu conectar-se com diversas comunidades em toda a Igreja Adventista ao redor do mundo.